# Julian Fellowes
Julian Alexander Kitchener-Fellowes, barón Fellowes of West Stafford (El Cairo, Egipto, 17 de agosto de 1949), conocido como Julian Fellowes, es un actor, novelista, presentador, productor, guionista y director de cine británico. Es principalmente conocido por escribir los guiones de Gosford Park (2001), por cuyo trabajo ganó un Premio Óscar, Vanity Fair (2004), The Young Victoria (2009), The Tourist (2010) y de la exitosa serie británica Downton Abbey (2010-2015). Además, escribió el guion del exitoso musical teatral de Mary Poppins, con 2619 funciones en Broadway y adaptaciones en numerosos países.
También ha publicado numerosos libros, entre ellos la aclamada novela Snobs en 2004, la novela Past Imperfect en 2009 y numerosos trabajos románticos en los años setenta bajo el seudónimo Rebecca Greville. Además apoya a diversas organizaciones de caridad y desde 2011 es un par vitalicio del Partido Conservador.
Está casado desde 1990 con Emma Kitchener y juntos tienen un hijo, Peregrine, nacido en 1991.

## Primeros años
Fellowes nació en El Cairo, Egipto en 1949. Era el cuarto hijo de Olwen Stuart-Jones y Peregrine Edward Launcelot Fellowes, un diplomático que pasó gran parte de su vida en África y estuvo involucrado en una campaña para re-instaurar a Haile Selassie en el trono de Etiopía, durante la Segunda Guerra Mundial. Fellowes vivió durante su infancia en South Kensington, en las afueras de Londres, luego en Nigeria, donde su padre fue contratado por Shell y finalmente en Sussex Oriental tras el regreso de la familia a Inglaterra.
Cursó sus estudios en el Wetherby School y en el Ampleforth College. Estudió literatura inglesa en el Magdalene College, de la Universidad de Cambridge y luego continuó sus estudios en  la Webber Douglas Academy of Dramatic Art, en Londres.

## Carrera

### Televisión
Fellowes hizo su debut como actor en 1975 como un personaje secundario en el capítulo Liberty Tree de la serie Churchill's People. También con papeles secundarios, participó luego en capítulos de otras series, entre ellas Just William en el capítulo William and the Badminton Racket (1977), The Duchess of Duke Street en el episodio Poor Catullus (1977), BBC Play of the Month interpretando a Lord Neville en la adaptación de Kean (1978) y en cuatro episodios de My Son, My Son, en el papel de Pogson (1979). Se mudó a Los Ángeles en 1981 e interpretó varios papeles menores por los próximos dos años. Tras la partida de Hervé Villechaize como mayordomo en la serie La Isla de la Fantasía, Fellowes fue considerado para remplazarlo en un nuevo personaje, pero finalmente el nuevo mayordomo quedó a manos de un actor de mayor edad.
Fellowes interpretó dos veces a Jorge IV del Reino Unido, la primera en una adaptación para la televisión de The Scarlet Pimpernel (1982) y la segunda en un episodio de la serie Sharpe (1996), basado en la novela Sharpe's Regiment de Bernard Cornwell. En esa serie también interpretó al Mayor Dunnet en 1993, en un episodio basado en la novela Sharpe's Rifles. Otros papeles incluyen Neville Marsham en el telefilm For the Greater Good (1991), a Claud Seabrook en la serie de la BBC Our Friends in the North (1996), a Lord Richmond en la serie Aristocrats (1999) y a Kilwillie en la serie Monarch of the Glen (2000-2005).
Julian Fellowes debutó como guionista en 1980 en un episodio de la serie Sherlock Holmes and Doctor Watson y luego adaptó seis episodios de las series El pequeño Lord Fauntleroy (1995) y El príncipe y el mendigo (1996), basadas en las novelas homónimas de Frances Hodgson Burnett y Mark Twain, respectivamente. En 2004 escribió y condujo la serie de cinco episodios de la BBC Julian Fellowes Investigates: A Most Mysterious Murder, en donde se presentan relatos sobre cinco crímenes no resueltos de la historia británica. En 2006 y 2007 condujo las dos temporadas de Never Mind the Full Stops, un programa sobre el juego de preguntas y respuestas dedicado a «erradicar la mala puntuación».
Desde 2010, Fellowes fue productor y guionista de la exitosa serie de la ITV, Downton Abbey, que logró récords tanto para la ITV en el Reino Unido como para PBS en Estados Unidos. La serie ganó en 2011 el Primetime Emmy a la mejor miniserie y al mejor guion en una miniserie, película o especial dramático y en 2012 estuvo nominada en las categorías de mejor serie dramática y mejor guion de una serie dramática. Fellowes dijo no estar seguro de por qué la serie tuvo tanta repercusión pero comentó como posibilidad «Parecemos el tradicional programa histórico británico con lores y lacayos y gente juntándose para cenar, pero el ritmo es en realidad muy moderno». En 2012 Fellowes también escribió la miniserie Titanic, estrenada en el 100.º aniversario del hundimiento del barco homónimo.

### Cine
Fellowes actuó en numerosos trabajos cinematográficos, entre ellos Baby, el secreto de la leyenda perdida (1985), Damage (1992), El mañana nunca muere (1997) y Place Vendôme (1998). Además, audicionó para el papel del Señor del Valle en la trilogía de El hobbit, que finalmente fue dado a Stephen Fry.
Sin embargo, su reconocimiento en el cine se debe a su primer guion en este ámbito para la película de Robert Altman, Gosford Park (2001), un drama sobre la aristocracia inglesa ambientado en 1932. Se ha descripto a Gosford Park como «una mezcla de Upstairs, Downstairs y Clue» y como «una trama estilo Agatha Christie con Upstairs, Downstairs como escenario». Por el guion, Fellowes ganó su único Premio Óscar, el único también ganado por la película, que estaba nominada en siete categorías (entre ellas Mejor película). Además escribió el guion de Vanity Fair (2004), The Young Victoria (2009) y The Tourist (2010), la cual escribió junto con Christopher McQuarrie y Florian Henckel von Donnersmarck y fue su mayor éxito en términos comerciales, pues obtuvo unos ingresos de 278 millones de dólares en todo el mundo.
En el cine, Fellowes debutó como director en 2005 con la película Laberinto de mentiras (Separate Lies), de la cual también escribió el guion basado en la novela A Way Through the Wood de Nigel Balchin. Según John Hartl de The Seattle Times, «el guionista ganador del Oscar [Fellowes] prueba ser igual de eficiente en el lugar del director». Por su trabajo en la película ganó el premio del National Board of Review al mejor debut en dirección. Fellowes volvió a dirigir en la película infantil From Time to Time, de la cual también escribió el guion y trabajó con Maggie Smith, Allen Leech, Hugh Bonneville y Christine Lohr, quienes participarían luego en Downton Abbey. La película ganó el premio a la mejor película en el Chicago International Children's Film Festival, el premio juvenil del jurado del Seattle International Film Festival, el mejor película en el Fiuggi Family Festival y el premio juvenil del jurado del festival irlandés CineMagic.

### Literatura
En 2004 Fellowes publicó Snobs, una novela enfocada en diferentes matices sociales de la clase alta y sobre el matrimonio de una mujer de clase media-alta con el hijo de un noble. Con temas parecidos a Gosford Park y Downton Abbey, A. N. Wilson opinó en un artículo en The Daily Mail: «Fellowes tiene una absurda obsesión con la clase», aunque Fellowes dijo que «hay una personalidad creada que no soy yo realmente. De algún modo el cometa empieza a volar y sigue volando, sin que nada pueda influenciarlo». Rachel Cooke, de The Guardian, dijo: «Encontré esta novela completamente extravagante. Estuve desconcertada con su alabador tono; por su triste preocupación por desmantelar perogrulladas que yo nunca consideré que fueran indiscutibles en primer lugar y, aún peor, por sus personajes cortados de un pedazo de cartón que me encontraron deseando que el mayordomo Jago se convirtiese en revolucionario y les prendiese fuego a todos». Jomathan Ames, de The New York Times, por otro lado, dijo: «Ya nada es auténtico. Todo es nostalgia. Todos quieren vivir en el pasado. El presente no tiene estilo. El presente es feo. El presente es asqueroso [...] Cuando lees un libro estás perdido en el tiempo. Razón de más para leer Snobs. Te distraerá placenteramente. Es como una visita a una propiedad de campo inglesa: alegre, hermosa y encantadora». La novela se convirtió en un The Sunday Times best seller.
En 2008 publicó Past Imperfect, que compara al mundo en 1968 con el mundo en 2008. Raffaella Barker, de The Independent, hizo un comentario sobre la novela parecido al de Ames sobre Snobs. Expresó que la novela «esta empapada en un amargo dolor de que el mundo haya cambiado y de que ya casi no haya nadie en el mundo a quien le importe como dirigirse a la hija casada de un conde» y «este libro es para una calurosa playa de invierno, una escapada de la vida como la conocemos [...] Sin embargo [Fellowes] al revelar las prioridades [de los personajes] nos hace estar agradecidos por nuestra sociedad actual». Al igual que Snobs, la novela fue un The Sunday Times best seller. En los años setenta, además, escribió numerosas novelas románticas bajo el seudónimo Rebecca Greville, algo que, tras ser descubierto, fue según Alexander Larman de BFI Screenonline, «lo que más fama le trajo hasta Gosford Park».

### Teatro

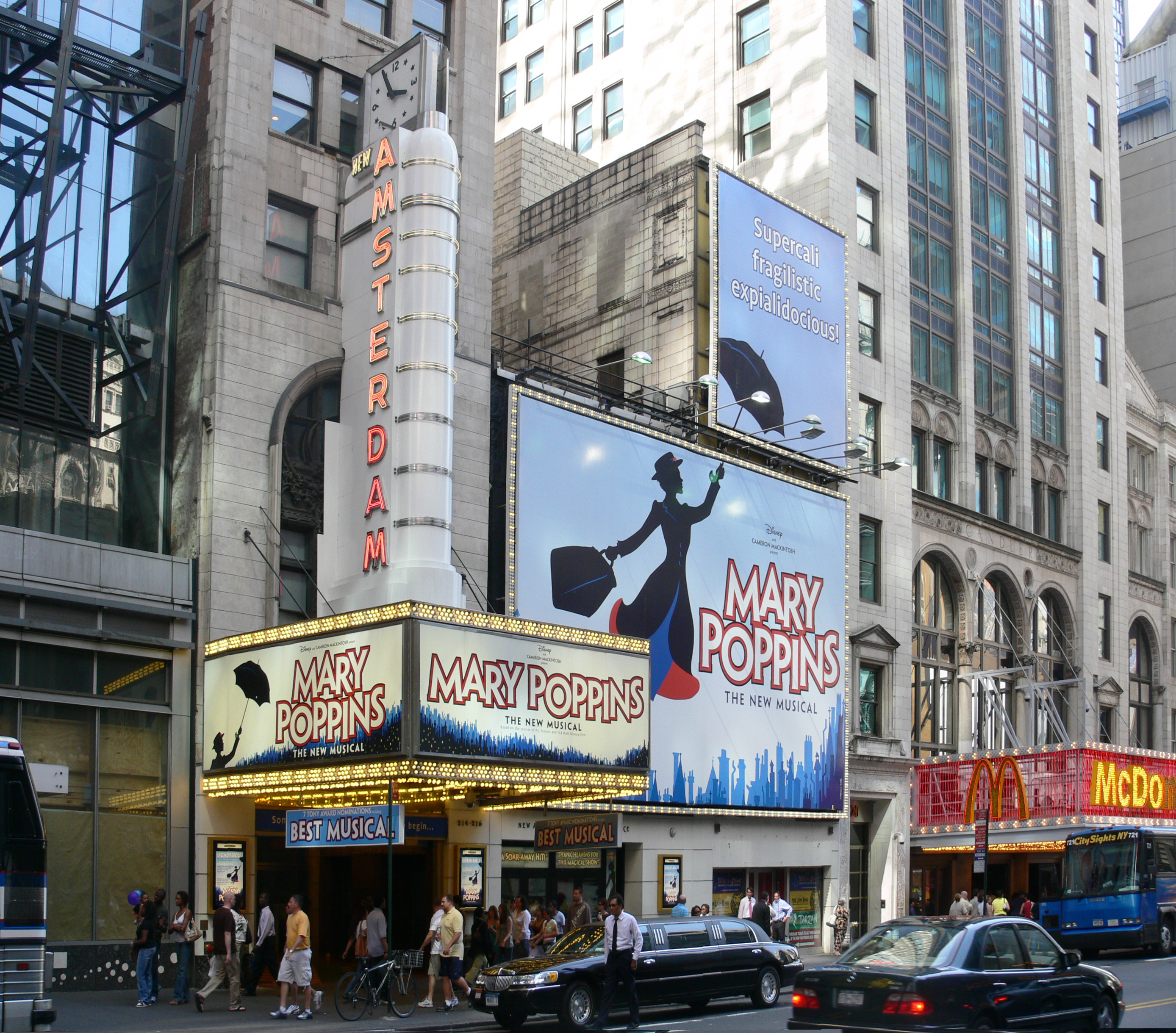
New Amsterdam Theatre durante las funciones de Mary Poppins.

Fellowes apareció en numerosas obras de teatro del West End, entre ellas A Touch of Spring (1975), de Samuel Taylor, Joking Apart (1979), de Alan Ayckbourn, y Present Laughter (1981), de Noël Coward. Además, adaptó el guion de Mary Poppins, producida por Cameron Mackintosh y Disney, que abrió en el West End en diciembre de 2004 y en noviembre de 2006 en el New Amsterdam Theatre de Broadway, donde se han desarrollado 2619 funciones. La obra ha recaudado más de seiscientos millones de dólares a junio de 2012 y ha llegado a países como Dinamarca, Suecia, Finlandia, Países Bajos, México, Australia y Nueva Zelanda. Fellowes se basó en la película de 1964, aunque modificó algunos aspectos. Al respecto, dijo: «Creo que es una película hermosa. Pero por supuesto, en la película Mary Poppins resuelve los problemas de una familia que no tenía ninguno».
En diciembre de 2011 se anunció que Fellowes escribiría el guion para llevar a Wind in the Willows en forma de musical una vez más al teatro, junto a George Stiles y Anthony Drewe, quienes habían colaborado en las letras de los temas de Mary Poppins. Sobre el trabajo, Fellowes dijo: «Estoy encantado y tremendamente halagado de haber sido elegido para escribir el guion del nuevo musical. De hecho, sospecho que esto es algo que subconscientemente he querido hacer desde hace varios años».

## Otras actividades
El 12 de enero de 2012, Fellowes se convirtió en un par vitalicio al ser nombrado «Baron Fellowes of West Stafford», del pueblo de West Stafford en el condado de Dorset. Fue introducido a la Cámara de los Lores el día siguiente y actualmente forma parte de la bancada del Partido Conservador.
Fellowes es el vicepresidente de la Weldmar Hospicecare Trust, una asociación que brinda cuidados paliativos a personas enfermas de cáncer o enfermedades parecidas en Dorset y el presidente del pedido de audiolibros de la Royal National Institute of Blind People (en español, «Real Instituto Nacional de Ciegos»), una asociación dedicada a apoyar a gente con problemas de vista. Es el patrono de Changing Faces, una organización de caridad para personas desfiguradas, de Rainbow Trust, una organización que ayuda a niños con enfermedades, de Breast Cancer Haven, una asociación que ofrece apoyo, información y terapias complementarias a personas afectadas por el cáncer de mama y de la Alzheimer's Society, dedicada al cuidado de personas con Alzheimer.
Fellowes integra el consejo de solicitudes del National Memorial Arboretum y es también el patrono de Moviola, una iniciativa para facilitar proyecciones de cine en zonas rurales.

## Vida personal
En abril de 1990, Fellowes se casó con Emma Kitchener (dama de compañía de Su Alteza Real la princesa Miguel de Kent), la sobrina bisnieta de Horatio Kitchener, primer conde de Kitchener. Fellowes expresó públicamente su descontento de que las propuestas de cambiar las leyes de sucesión británica no incluyesen a nobles de menor rango, permitiéndole a su esposa convertirse en condesa de Kitchener y que en vez de eso el título cayese en desuso tras la muerte de su tío por la falta de un heredero varón. El 9 de mayo de 2012, la reina Isabel le otorgó a Lady Fellowes el mismo rango que la hija de un conde, como si su difunto padre hubiese sucedido a su hermano y heredado el título. Actualmente, Lady Fellowes of West Stafford ayuda con el guion en Downton Abbey y trabaja con organizaciones de caridad.
La pareja tiene un hijo, Peregrine (nacido en 1991). La familia reside en Dorset y en octubre de 1998 se cambiaron el apellido «Fellowes» a «Kitchener-Fellowes». En 2008, Fellowes fue nombrado Deputy Lieutenant (en español, «Lugarteniente segundo») de Dorset, un puesto debajo del Lord Lugarteniente de Dorset, que representa a la corona en el condado. Además, es el lord del feudo de Tattershall en Lincolnshire y el presidente de la asociación de hombres de Dorset.

## Premios y distinciones
Premios Óscar
| Año  | Categoría            | Película     | Resultado |
| ---- | -------------------- | ------------ | --------- |
| 2002 | Mejor guion adaptado | Gosford Park | Ganador   |